# Liste der Einträge im National Register of Historic Places im Hamilton County (Texas)
Die Liste der Registered Historic Places im Hamilton County führt alle Bauwerke und historischen Stätten im texanischen Hamilton County auf, die in das National Register of Historic Places aufgenommen wurden.

## Aktuelle Einträge
| Lfd. Nr. | Name im NRHP               | Bild | Datum der Eintragung | Adresse/Lage | Ort      | NRHP-ID  | Beschreibung |
| -------- | -------------------------- | ---- | -------------------- | ------------ | -------- | -------- | ------------ |
| 1        | Hamilton County Courthouse |      | 4. Sep. 1980         | Public Sq.   | Hamilton | 80004125 |              |